# Autostrada M22 (Irlandia Północna)
Autostrada M22 (ang. M22 motorway) – autostrada znajdująca się w hrabstwie Antrim, w Irlandii Północnej, o długości – zależnie od źródła – około 5 lub 5,6 mil (ok. 8 lub 9 km). Łączy drogę A6 z autostradą M2. Stanowi część nieoznakowanego odcinka trasy europejskiej E16.

## Historia
W 1964 roku rząd Irlandii Północnej ogłosił plany rozległej sieci autostrad. W jej skład miała wchodzić arteria M22, której przebieg zaplanowano od M2 niedaleko Antrim do Castledawson w hrabstwie Londonderry. Wraz z wybuchem konfliktu znanego jako „The Troubles” oraz wprowadzeniem rządu bezpośredniego projekt został prawie całkowicie zaniechany, zaś M22 po dziś dzień istnieje jako „ogryzek” zbudowany na początku lat 70.
Trasę otwarto dwuetapowo:
- odcinek węzeł 1 – węzeł 2 w 1971 roku
- odcinek węzeł 2 – węzeł 3 w 1973 roku.

W 2019 roku przebudowano jednopoziomowy węzeł nr 3 z drogą A6 na węzeł typu WB, w ramach rozbudowy odcinka A6 od M22 do Castledawson do postaci dwujezdniowej.

## Przebieg trasy
Arteria rozpoczyna się krótko za węzłem nr 7 autostrady M2 w miejscu rozdzielenia się jezdni drogi, około 1 mili (1,6 km) od węzła nr 1 M22, w miejscu z którego M2 miała biec na północ w stronę Ballymena. Za węzłem nr 1 – przy którym znajduje się centrum handlowe Junction One – trasa biegnie na zachód m.in. nad linią kolejową Belfast – Londonderry/Derry i omija przedmieścia Antrim od północy. Następnie droga znajduje się między miastem a lasem Randalstown, przekracza rzekę Main i kończy się na węźle nr 3.
Na całej długości autostrada posiada przekrój czteropasowy – po dwa pasy ruchu w każdym kierunku.

## Węzły
| Autostrada M22 |       |                                                                                |
| Wyjazd w kierunu zachodnim                                                                                                 | Węzeł | Wyjazd w kierunku wschodnim                                                    |
| Koniec autostrady, kontynuacja jako M2 Belfast, Larne, Antrim Area Hospital M2 International Airport Antrim, Ballymena A26 | 1     | Początek autostrady                                                            |
| Randalstown A6 | 2     | Randalstown A6 Portglenone (B52)                                               |
| Początek autostrady | 3     | Koniec autostrady Londonderry A6 Magherafelt (A31) Cookstown (A29) Randalstown |